# C4H8N2S
化学式C4H8N2S（摩尔质量：116.18 g/mol）可以指：
- 烯丙基硫脲，CAS号：109-57-9
- 2-甲硫基-2-咪唑啉，CAS号：20112-79-2
- 1-甲基-2-咪唑啉硫酮，CAS号：13431-10-2
- 3,4,5,6-四氢-2-嘧啶硫醇，CAS号：2055-46-1

|  | 这个同类索引页列出了具有相同分子式的化学物（即同分異構體）条目。 除非您是有意链接至本页，否则应将相应条目的内部链接指向正确的条目。 |